# Salade de saucisses
 (juin 2025).
Si vous disposez d'ouvrages ou d'articles de référence ou si vous connaissez des sites web de qualité traitant du thème abordé ici, merci de compléter l'article en donnant les références utiles à sa vérifiabilité et en les liant à la section « Notes et références ».

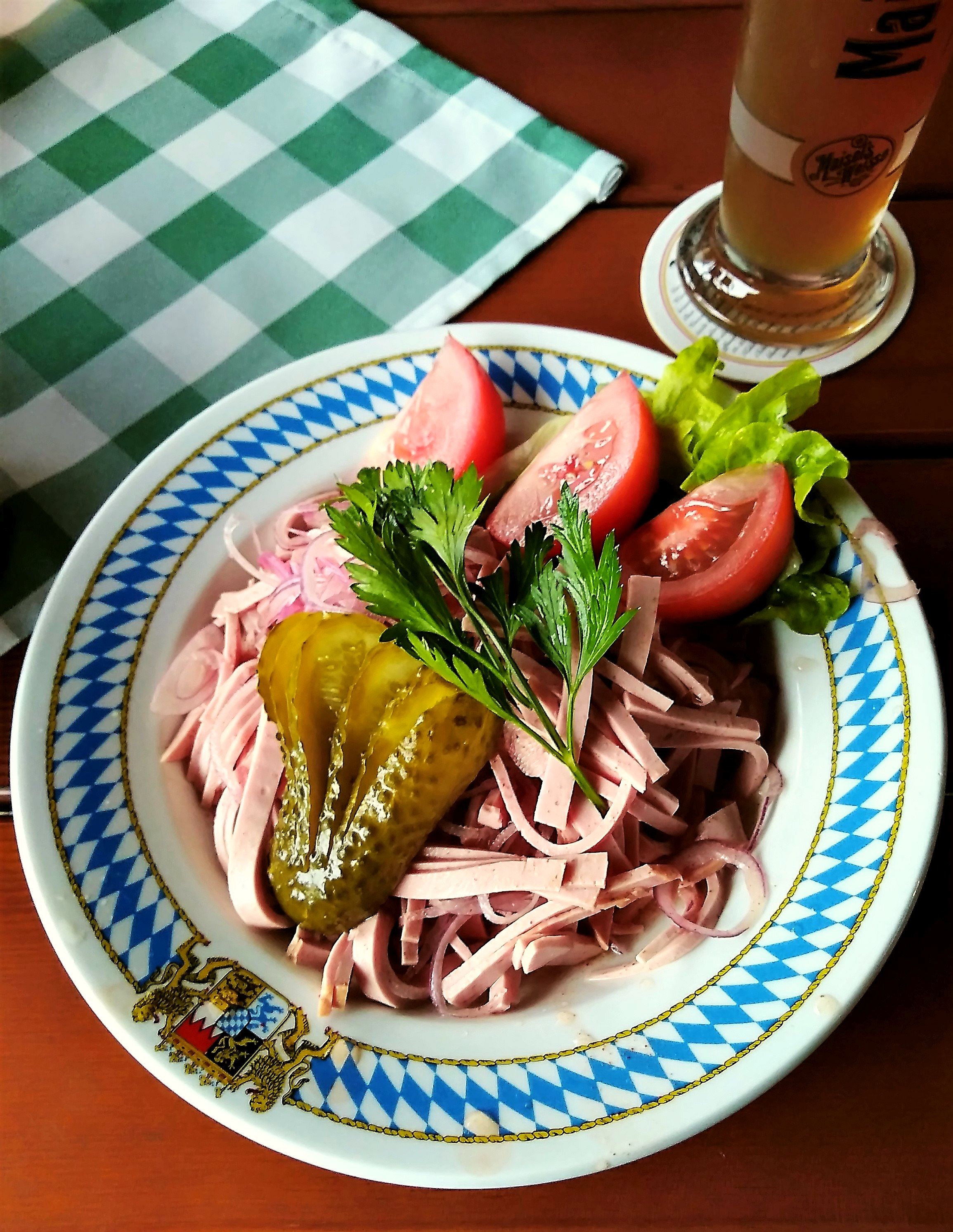
Salade de saucisses avec oignons, cornichons et un verre de bière blanche

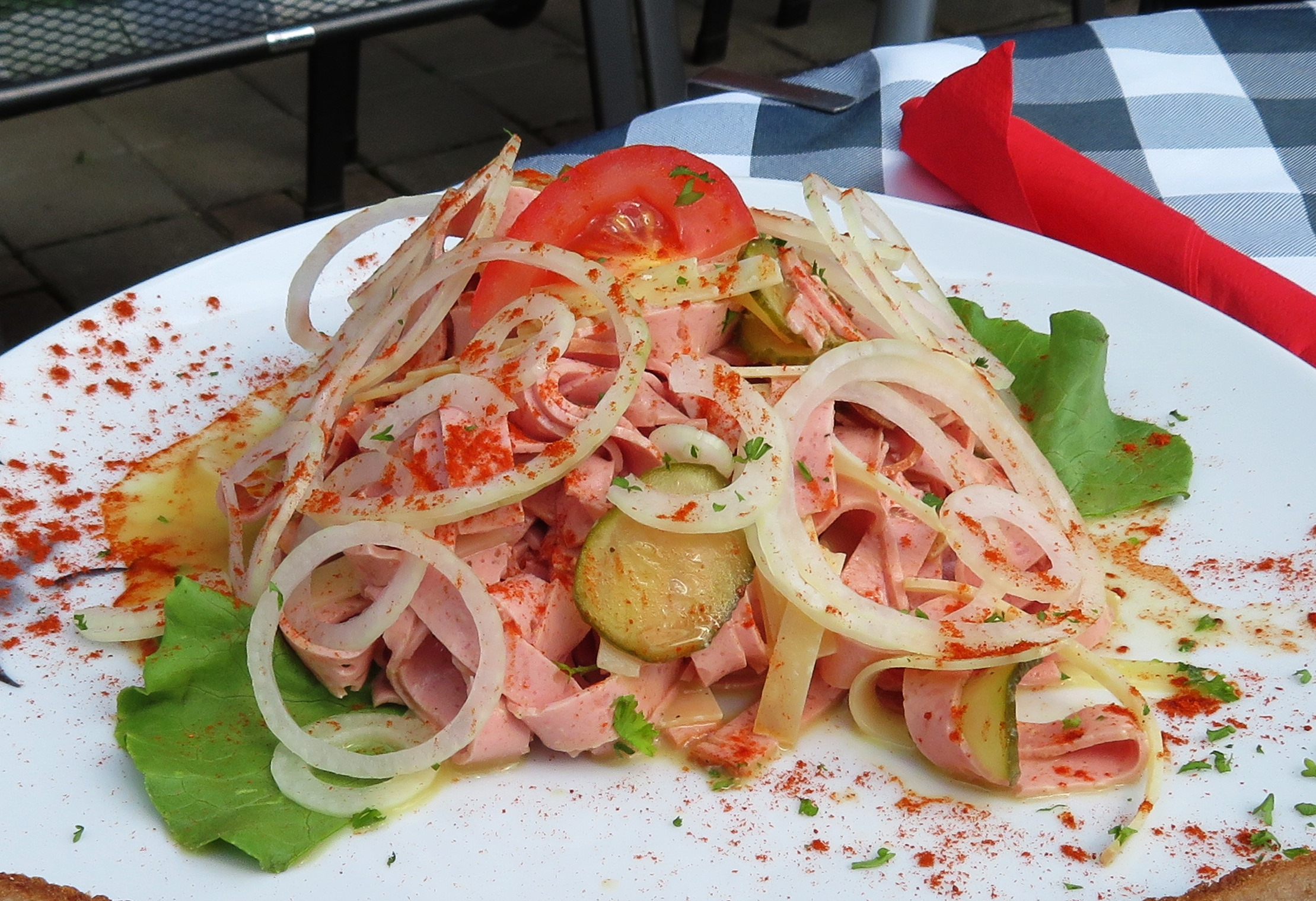
Salade de saucisses aux lanières de fromage

La salade de saucisses  (en allemand: Wurstalat, littéralement 'Salade aux saucisses') est une salade qui est préparée avec des saucisses, du fromage, et des oignons. La préparation se fait avec des saucisses cuites, du fromage salé, et des oignons ou petits cornichons. C'est un en-cas traditionnel dans le sud de l'Allemagne, en Alsace, en Suisse (avec le Cervelas) et en Autriche, où il est fabriqué à partir de Knackwurst ou d'Extrawurst et est également appelé Sauer Wurst et Essigwurst.
Deutsches Lebensmittelbuch, qui contient une reference de preparation de differents mets, indique que les materiaux de base sont "des saucisses coupées, parfois melangées, des concombres ou des petites oignons, ainsi que des ingrédients à caractère aromatique".
La préparation est facile, les saucisses sont coupées, et du fromage salé et des oignons sont ajoutés. La sauce se fait a la base de vinaigre et d'huile.
Il existe differents variantes:
- Schwäbischer Wurstalat - préparation avec du boudin noir.
- Schweizer Wursalat, Strassburger Wurstsalat, Elsässer Wurstsalat - utilise du fromage d'Emmental
- En Suisse, la salade est aussi connu comme "Wurst-Käse-Salat", la preparation se fait avec une ou deux types de fromage, comme le gruyère, l'Emmental, ou l'Appenzeller